# Sarcochilus hartmannii
Espèce
Sarcochilus hartmannii est une espèce d'orchidées du genre Sarcochilus originaire d'Australie.